# Diana (region)
Diana – region Madagaskaru, ze stolicą w Antsiranana. Dawniej należał do Prowincji Antsiranana.

## Geografia
Zajmuje powierzchnię 19 266 km² i położony jest w północnej części wyspy m.in. nad zatokami Helondranon Ambaro, Helondranon Ambavanibe i Kanałem Mozambickim. Obejmuje także wyspy, w tym Nosy Be, Nosy Ambariovato i Nosy Faly. Od południa graniczy z regionem  Sofia, a od wschodu z regionem Sava. Głównymi rzekami są tu Irodo, Mananjeba, Mahavavy, Ifasy, Ramena oraz Sambirano. Przez rejon przebiegają drogi RN 6 oraz RN 5A. Na terenie tym jest położony Park Narodowy Montagne d'Ambre oraz rezerwaty Ankarana, Analamerana, Lokobe, Manongarivo i Tsaratanana.

## Demografia
Jego zaludnienie wynosiło w 1993 roku 358 374 osób. W 2004 wynosiło ok. 485 800. Według spisu z 2018 liczy 889 962 mieszkańców. 

## Podział administracyjny
W skład regionu wchodzi 5 dystryktów:
- Antsiranana I
- Antsiranana II
- Ambilobe
- Ambanja
- Nosy Be